# Sparresäter
Sparresäter var en skogsbruksbrukskola där skogsvårdsstyrlsen höll utbildningar sedan 1950-taet. Den var belägen i gården med samma namn, i Lerdala socken i Skövde kommun som ligger nära Lerdala utanför Götene i Västergötland.  
Sparresäterskolan drev under många år skogsutbildning på gymnasienivå, men skolverksamheten lades ner 2014. Sedan 2001 är ett område avsatt som Sparresäters naturreservat. År 2017 köptes Sparresäter av Karl-Johan Blank, och han startade ett naturbruksgymnasium under namnet Olinsgymnasiet Sparresäter som inledde sin verksamhet 2023. 
Den svenska entomologen Carl Johan Schönherr köpte gården 1812 och dog där 1848. På 1800-talet hade en av Europas rikaste insekts-samlingar. Han försökte också accklimatisera majs för svenskt odlande. År 2012 höll Sveriges entomologiska förening årsmöte i Sparresäter. 